# Микола (лінійний корабель, 1816)
«Микола» (рос. «Николай») — 74-гарматний вітрильний лінійний корабель типу «Анапа» Чорноморського флоту Російської імперії.

## Опис
Один з одинадцяти вітрильних лінійних кораблів типу «Анапа», що будувалися в Миколаєві та Херсоні протягом 1806—1818 років. Довжина корабля становила 54,9 метра, ширина за відомостями з різних джерел від 14,5 до 14,7 метра, а осадка від 6,5 до 6,6 метра.
Озброєння «Миколи» за різними даними складало близько 74 гармат. Так, двадцять восім 36-фунтових короткоствольних гармат було розташовано на нижній палубі. На середній палубі розміщувалися тридцять 24-фунтових короткоствольних гармат, ще вісімнадцять 8-фунтових або 24-фунтових карронад знаходилися на баці і чвертьпалубі.
Вартість усіх матеріалів корпуса склала 547 468 рублів і 27 копійок.
Корабель, вірогідно, названо на честь великого князя Миколи Павловича, якому у 1816 році виповнялося 20 років. Також можливо, що назва була дана на честь міста Миколаєва, 25-річчя якого відмічалося у 1815 році. Іноді замість назви «Микола» зустрічається назва «Святий Миколай».

## Історія
Закладений у Миколаєві на стапелі Миколаївського адміралтейства 25 листопада 1811 року корабельним майстром Д. В. Кузнєцовим, добудований і спущений на воду корабельним майстром І. І. Тарусовим. Протягом 1812—1816 років на кораблі працював помічником будівельника тімерман унтер-офіцерського чина І. Д. Воробйов.
Після спуску на воду 16 червня 1816 року перейшов до Севастополя і увійшов до складу Чорноморського флоту Російської імперії.
У складі ескадр перебував у практичних плаваннях у Чорному морі протягом 1817—1824 років. 17 травня 1818 року кораблі ескадри, що перебували на Севастопольському рейді, відвідав імператор Олександр I. У 1825—1826 роках перебував у Севастопольському порту.
У 1827 році перейшов із Севастополя до Миколаєва, де був переобладнаний на блокшив.

## Командири
- К. Г. Гайтані (1816);
- М. Е. Снаксарьов (1817—1824);
- М. Д. Критський (1827).